# ジト目
ジト目（ジトめ）とは、漫画・アニメなどにおける表現手法である。現代ではキャラクターの軽蔑や呆れた感情を表現するために、目を下半月などの形状に描くことがしばしばおこなわれており、この目をジト目という。

## 描かれ方

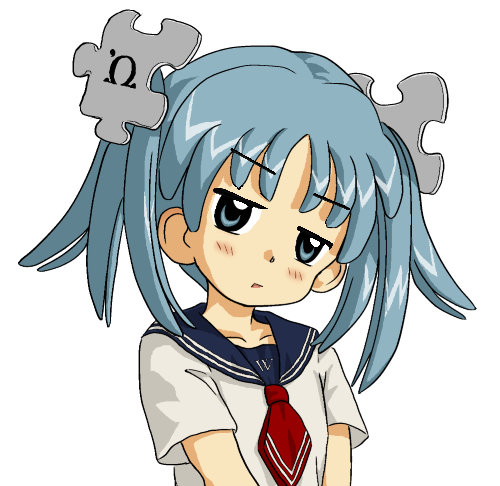
ジト目のウィキペたん。

明確な定義は存在しないが、主に不信や軽蔑、呆れといった負の感情を表現するために用いられる。その際、目の形は半目や細目、下半月状に描かれ、「じとーっ」などの効果音がつく場合もある。
「怒りなどのはっきりした感情」を表現する「睨み」とは異なる。ジト目は陰湿な感情を向けるものであり、恨みの感情は含むとも含まないともされているが、多くは軽度の不快感を表現するために描かれる。イラストレーターのカリマリカは、面白がったり楽しんだりといった正の感情を追加するアレンジも効果的だとしている。
この表現には汎用性があり、目の形状だけでもキャラクターのタイプを描き分けることができる。例えば以下のようなキャラクターの目がこの形で描かれることがある。
- ミステリアスなキャラクター[3][1]
- 無気力そうなキャラクター[3][1]
- サド気質のキャラクター[3][1]

イラストレーターの和遥キナは、著書『筆使いからわかる! SAIお絵描き上達技法』（2012年、秀和システム）において、上下のまつげを眉毛と平行に描くことがポイントだと解説している。カリマリカは、著書『キャラクターイラストの引き出しを増やす ポーズと表情の演出テクニック』（2022年、翔泳社）において、黒目の上部が隠れるように描くところがポイントだとしている。目を細めても黒目の上部が見えていたのではジト目とは見えがたいのだという。

## 発祥
「ジト目」は古くからある日本語ではなく、俗語である。負の感情で相手を見つめるときの「じとーっ」あるいは「じーっ」といった擬声語が語源になって生まれたと考えられている。
女性向けファッション雑誌『Oggi』（小学館）によれば、この言葉は1970年代後半から小説や映画で使われるようになったものだという。映画『九月の空』（1978年）の脚本には、既に「（ジト目で見て）」という指示書きがあったことが確認されている。ほかにも1980年代に集英社コバルト文庫から刊行されていた久美沙織の小説『丘の家のミッキー』などでも「ジト目」の使用が確認できるという。

## 評価・影響
2020年現在、ジト目は漫画やアニメなどでメジャーな表現としての地位を築きつつある。『Oggi』は、前述したような汎用性の高さをその理由として挙げている。
女性総合サイト「マイナビウーマン」は、次のように評している。